# Воробьёв, Андрей Иванович
Андре́й Ива́нович Воробьёв (1 ноября 1928, Москва — 15 июня 2020, там же) — советский и российский учёный-гематолог, академик АМН СССР (1986) и РАН (2000), профессор, доктор медицинских наук, директор НИИ гематологии и интенсивной терапии, руководитель кафедры гематологии и интенсивной терапии Российской медицинской академии последипломного образования (РМАПО). Первый министр здравоохранения Российской Федерации. Главный терапевт Главного медицинского управления Управления делам Президента РФ.
Специалист в области фундаментальных и клинических проблем онкогематологии и радиационной медицины. Председатель Московского городского научного общества терапевтов, возглавлял межведомственный научный совет «Гематология и трансфузиология».
Главный редактор журнала «Гематология и трансфузиология», член редколлегий журналов «Терапевтический архив» и «Проблемы гематологии и переливания крови».

## Биография
Родился в семье революционеров-большевиков с дореволюционным стажем: врача Ивана Ивановича Воробьёва (1898 — 20 декабря 1936) и учёного-биолога Марии (Мирры) Самуиловны Кизильштейн (1898—1980). Отец был репрессирован и расстрелян в 1936 году, мать в том же году была арестована и осуждена на 10 лет ИТЛ, позднее находилась в ссылке в Джамбульской области, повторно арестована в июле 1951 года и вновь осуждена на 10 лет ИТЛ (освобождена в 1954 году). Во время заключения и ссылки матери жил со старшей сестрой Ириной в семье тёти, Зинаиды Самуиловны Кизильштейн (преподавателя фортепиано в Музыкально-педагогическом институте имени Гнесиных). Во время войны вместе с интернатом два года находился в эвакуации в Молотове. Племянник И. С. Кизильштейна, члена Реввоенсовета 5-й армии РККА.
- C 1943 по 1944 год работал маляром, электриком[12].
- С 1947 по 1953 год учился в 1-м Московском медицинском институте.
- В институте женился на Инне Павловне Коломойцевой, в 1953 году родился сын Иван (ныне профессор, биолог), в 1958 году — сын Павел (ныне профессор, врач).
- С 1953 по 1956 год работал врачом в Волоколамской районной больнице, где занимался и терапией, акушерством, патологической анатомией, и педиатрией. Там же неврологом работала и его жена.
- В 1956 году поступил в клиническую ординатуру к профессору Иосифу Абрамовичу Кассирскому на Кафедру гематологии Центрального института усовершенствования врачей.
- С 1961 года был участником биологического семинара И. М. Гельфанда[13].
- В 1966 году А. И. Воробьев назначен заведующим клиническим отделом Института биофизики Министерства здравоохранения СССР.
- В 1971 году становится заведующим кафедрой гематологии и интенсивной терапии Центрального института усовершенствования врачей. Уволен в 2018 году[источник не указан 2106 дней].
- В 1986 году — инициатор создания и член правительственной медицинской комиссии по аварии на ЧАЭС.
- В 1987 году — избран академиком Академии медицинских наук СССР.
- В 1987 году назначен директором Института гематологии и переливания крови, преобразованного позже в Гематологический научный центр Российской академии медицинских наук. Проработал на этом посту до 2011 года.
- В 1990—1991 годах — народный депутат СССР.
- С 1991 по 1992 год — министр здравоохранения РСФСР — Российской Федерации[14][15], затем недолго был и. о. министра[16].
- В 2000 году избран академиком РАН по Отделению биологических наук.
- В 2000—2007 годах в качестве главного терапевта Главного медицинского управления управделами президента РФ принимал участие в лечении экс-президента России Бориса Ельцина[4].

Умер в 2020 году. Урна с прахом захоронена в колумбарии на Новодевичьем кладбище.

## Общественная позиция
Выступил против признания руководящей роли Сталина в победе в Великой Отечественной войне, заявив, что Сталин — сам во многом причина катастрофы 1941 года, роковую роль в которой начал играть задолго до того, как она разразилась.
Последовательно выступал за передачу организаций предварительного заключения из Министерства внутренних дел в Министерство юстиции и медицинской помощи в СИЗО и лагерях в подчинение Министерства здравоохранения. Призывы к либерализации пенетрационной системы в части оказания медицинской помощи проходят сквозь общественную деятельность А. И. Воробьёва с 1991 года, когда было подготовлено, но не принято соответствующее Постановление правительства РФ 23 ноября 1992 года, и до конца жизни. Это касалось не изолированных групп заключенных, а всех заключенных как на время следствия, так и после суда. Его призывы частично были услышаны и система постоянно менялась в сторону смягчения режима содержания под стражей.

## Награды
- Орден «За заслуги перед Отечеством» III степени (13 октября 1998 года) — за заслуги перед государством в развитии отечественного здравоохранения и науки[18].
- Орден Ленина (1986) — за заслуги в ликвидации медицинских последствий аварии на Чернобыльской АЭС
- Юбилейная медаль «50 лет Победы в Великой Отечественной войне 1941—1945 гг.» (1995)
- Заслуженный деятель науки Российской Федерации (19 июля 2004 года) — за заслуги в научной деятельности[19].
- Государственная премия СССР (1978)
- Благодарность Президента Российской Федерации (31 октября 2008 года) — за заслуги в развитии здравоохранения, медицинской науки и многолетнюю добросовестную работу [20]
- Почётная грамота Правительства Российской Федерации (30 октября 2003 года) — за большой личный вклад в развитие отечественного здравоохранения, многолетнюю плодотворную научную деятельность и в связи с 75-летием со дня рождения [21].
- Медаль «За заслуги перед отечественным здравоохранением» (2001)
- Медаль «Спешите делать добро» (7 декабря 2012 года) — за активную гражданскую позицию по защите права человека на жизнь[22]
- Почетный знак «Золотой Перфторан» (1 ноября 2003 года) — за выдающийся вклад в развитие трансфузиологии и в связи с 75-летием со дня рождения.
- Премия Московского городского научного общества терапевтов имени Дмитрия Дмитриевича Плетнева за выдающиеся достижения в развитии отечественной терапевтической школы за 2007 год

## Публикации
А. И. Воробьёв — автор около 400 научных работ, в том числе монографий, учебников и учебных пособий.
Наиболее важные научные работы:
- Руководство по медицинским вопросам противорадиационной защиты. М., 1975 (в соавт.);
- «Кардиалгии. Архивировано из оригинала 20 октября 2018 года.» (4 издания 1973-2008);
- «Острая массивная кровопотеря» (2001);
- «Руководство по гематологии» (3 издания: 1979, 1985, 2005, тт. 1—3);
- До и после Чернобыля: (Взгляд врача). М., 1996 (совм. с П. А. Воробьёвым).

Его учениками защищено 57 диссертаций, в том числе 15 докторских.